# Les Liens sacrés (album)
Pour les articles homonymes, voir Les Liens sacrés.
Albums de Nèg' Marrons
Héritage
(2003) Valeur sûre
(2016)
Les Liens sacrés est le quatrième album studio du groupe de ragga français Nèg' Marrons sorti en 2008.

## Liste des titres
1. Le chant du ghetto
2. Il y a des jours
3. Jeux de jambes avec Big Ali
4. C'est pas normal
5. Petites îles avec Cesária Évora
6. L'union avec Admiral T
7. Quand on vit la nuit
8. Faut qu'on s'en sorte avec Gen Renard
9. L'encre du bitume avec Mr. Toma
10. A nos yeux
11. A peu de choses près
12. Nouvelle époque avec Noyau dur
13. On fout le feu
14. Histoire 2 cœurs
15. La musique est un cri avec Faya. D.
16. N'y pense même pas avec Lady Sweety (titre bonus)
17. Et alors avec Scalo, Idsa, Fabio, Coco-CC, Joe Popo et Boolk

## Sample
Petites îles contient un sample de Petit Pays de Cesária Évora, tiré de l'album Cesária.

## Classements
L'album entre directement à la 27e place du Top Albums France le 30 juin 2008. Il quitte le classement le 29 septembre 2008, en 196e position.